# Forlane
De forlane of forlana ook wel Friauler dans genoemd, was een in de 18e eeuw populaire Venetiaanse volksdans, traditioneel in 6/8ste maat, die destijds geassocieerd werd met het Venetiaans carnaval. Deze dans is waarschijnlijk van Slavische oorsprong. Verschillende componisten zoals Bach, François Couperin, Telemann en Ravel gebruikten hem in hun composities.
De forlane is verwant aan de gigue.